# Bartolomeo Roverella

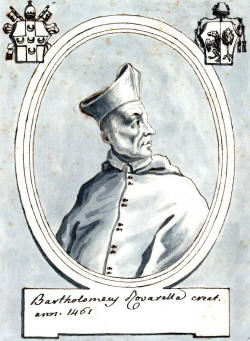
Kardinal Bartolomeo Roverella

Bartolomeo Roverella (* 1406 in Rovigo; † 5. Mai 1476 in Ferrara) war Erzbischof von Ravenna und Kardinal.

## Leben

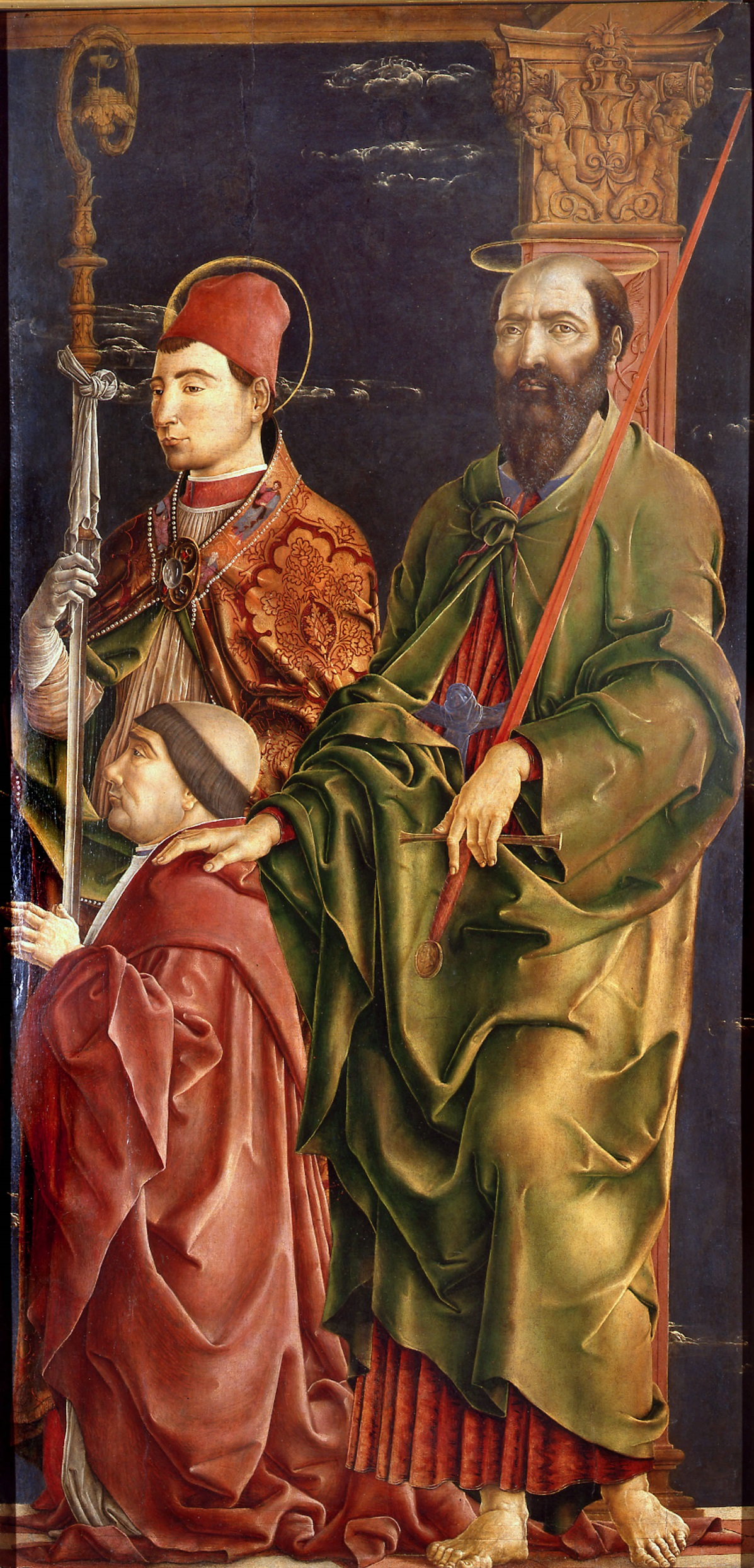
Die heiligen Paulus und Maurelius mit Kardinal Bartolomeo Roverella (kiend; Gemälde von Cosimo Tura, zw. 1470 und 1474)

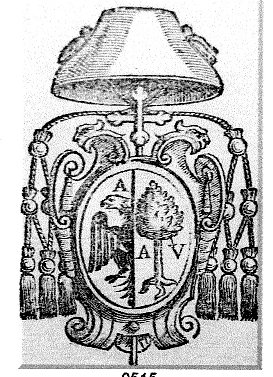
Kardinalswappen

Er war der Sohn des Pfalzgrafen Giovanni Roverella, eines Bürgers von Ferrara und Kammerherren des Marchese von Ferrara Leonello d’Este; seine Mutter war Beatrice de’ Leopardi di Lendinara. Ein weiterer Kardinal aus dieser Familie war Aurelio Roverella.
Bartolomeo Roverella wurde zum Doktor des Rechts promoviert, er verfügte darüber hinaus über eine umfassende theologische Bildung. Er begann seine Laufbahn als Sekretär des Bischofs von Modena, danach war er Kaplan im Patriarchat von Aquileia. Später wurde Bartolomeo Roverella Sekretär Papst Eugens IV., Kammerherr unter Papst Nikolaus V. sowie Auditor der Rota Romana.
Am 15. Juli 1444 wurde Bartolomeo Roverella Bischof der Diözese Adria. Am 26. September 1445 wurde er zum Erzbischof von Ravenna ernannt. 1447 kündigte er den Bau des Palazzo Roverella in Rovigo an. Auf dieses Erzbistum verzichtete er am 9. Januar 1475 zugunsten seines Neffen Filiasio Roverella. Während des Konklave 1447 hielt er sich in Rom auf. Er war 1451–1452 Nuntius in England, Gouverneur von Umbrien (1448–1451), Gouverneur der Marken (1452–1454) sowie Gouverneur von Viterbo (1459). Im Jahr 1460 bestellte ihn Papst Pius II. zum Legaten im Königreich Neapel, zudem war er von 1460 bis 1466 Gouverneur von Benevento.
Papst Pius II. erhob ihn im Konsistorium vom 18. Dezember 1461 zum Kardinalpriester, am 26. Januar 1462 erhielt er San Clemente als römische Titelkirche. Sein Sekretär in Rom war Filippo Buonaccorsi. Zurück in Neapel, unterstützte er im Februar 1464 die Ansprüche Ferdinands von Aragón als König von Neapel gegen René, den Herzog von Anjou.
Am 23. August 1464 kehrte Bartolomeo Roverella nach Rom zurück und nahm am Konklave 1464 teil, das in der Wahl von Paul II. zum Papst mündete. Am 8. Januar 1470 wurde er zum Legaten in Perugia ernannt. Wiederum kehrte er am 1. August 1471 nach Rom zurück, um am Konklave 1471 teilzunehmen, welches Sixtus IV. auf den Stuhl Petri erhob. Bartolomeo Roverella wurde von dem neugewählten Papst zum Legaten in der Mark Ancona ernannt. Am 12. Januar 1476 wurde er zum Camerlengo gewählt.

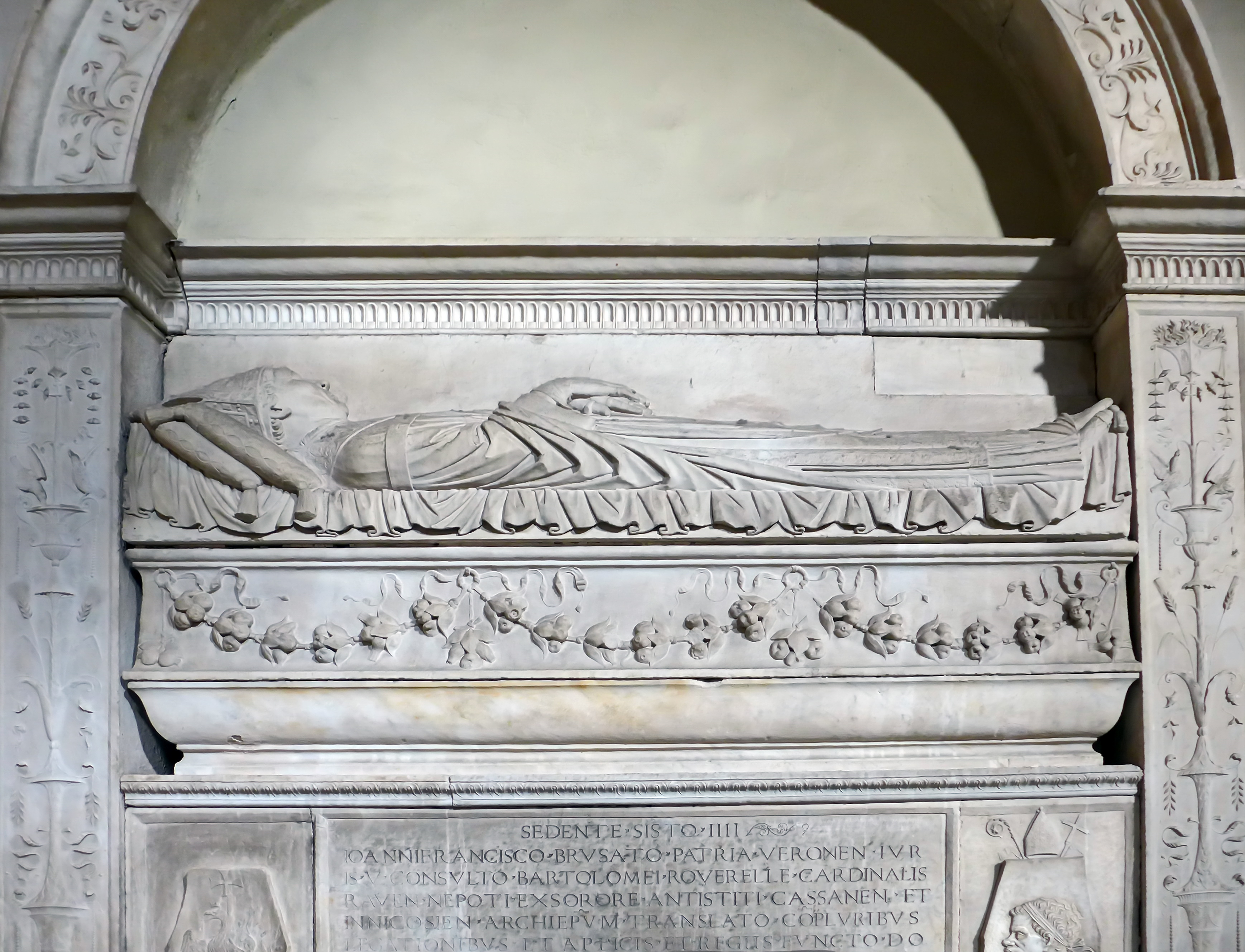
Grabmonument für Kardinal Bartolomeo Roverella; San Clemente, Rom

Bartolomeo Roverella starb am 2. Mai 1476 in Ferrara und wurde in seiner römischen Titelkirche San Clemente beigesetzt.